# Tettautal und Sattelgrund
Das Naturschutzgebiet Tettautal und Sattelgrund liegt im oberfränkischen Landkreis Kronach in Bayern. Es erstreckt sich nordwestlich und südlich von Sattelgrund und nördlich von Schauberg teilweise entlang des Flusses Tettau, eines rechten Zuflusses der Haßlach, und entlang der Staatsstraße 2201. Am westlichen Rand des Gebietes verläuft die Landesgrenze zu Thüringen. Nördlich erstreckt sich das 112,6 ha große Naturschutzgebiet Pfmersgrund.

## Bedeutung
Das 17,52 ha große Gebiet mit der Kennung NSG-00431.01 wurde im Jahr 1993 unter Naturschutz gestellt. Es umfasst naturnahe Fließgewässer mit Gehölzsaum, Hochstauden- und Altgrasfluren sowie Wiesenbereichen.